# Gyrokompas

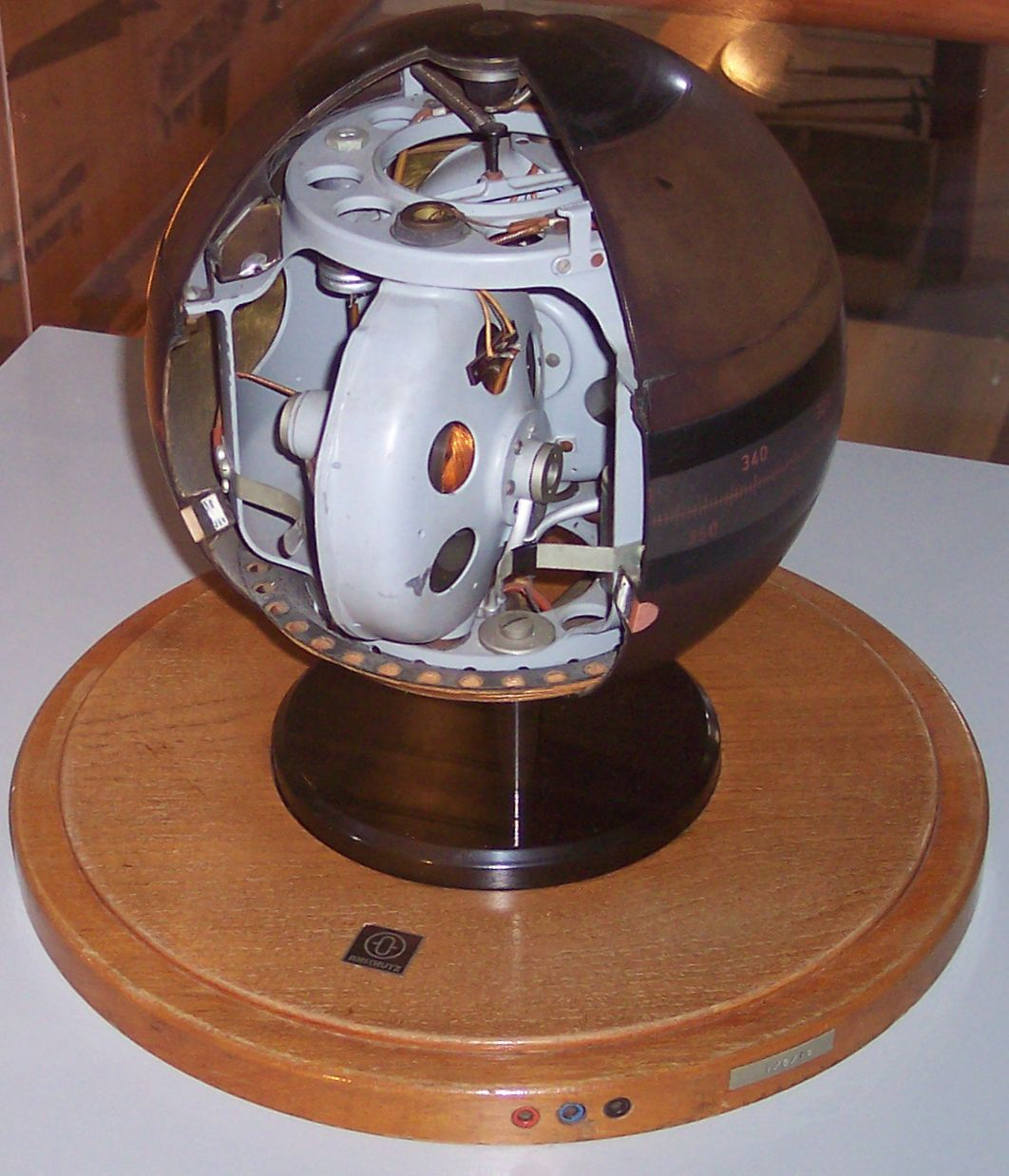
Řez gyrokompasem Anschütz

Gyrokompas (nazývaný zde také gyroskop) je přístroj, který je využíván pro určení opravdového severu Země v námořní plavbě. Jeho princip vynalezl francouzský fyzik Léon Foucault v roce 1852 v návaznosti na své kyvadlo, jako praktický přístroj pro navigaci se začal používat až na začátku 20. století, kdy si jej nechal patentovat německý průmyslník Hermann Anschütz-Kaempfe, který zamýšlel dosáhnout severního pólu ponorkou.

## Konstrukce
Pouzdro gyroskopu obsahuje dvě koule, které jsou do sebe navzájem vloženy. Setrvačník uvnitř nich je zavěšen v kardanovém závěsu. Tím je zaručena volnost otáčení vzhledem k pohybům lodi. Není tak ovlivňován náklony lodi.
Setrvačník má pracovní otáčky obvykle 20 000 až 50 000 otáček za minutu. V laboratorních podmínkách může mít až 500 000 otáček za minutu. Po dosažení pracovních otáček se osa setrvačníku díky úhlové rychlosti otáčení Země (O) a zemské přitažlivosti ustaví rovnoběžně s místním poledníkem. Tím je dán opravdový sever. Gyroskop je obvykle napojený na autopilota lodi, který z opravdového severu „počítá“ kurz lodi. Odchylka gyroskopu od opravdového severu je max 0.5° při stále rychlosti a kurzu lodi. Pokud loď manévruje, nebo mění kurz, dochází k tzv. inerciální deviaci gyroskopu, gyroskop může po dobu v řádech několika minut vykazovat odchylky až 3°. Tím je ovlivněn i autopilot lodi.
Stálá odchylka je tzv. rychlostní deviací gyroskopu. Na můstku každé lodi je tabulka stálé deviace gyrokompasu, Stálou odchylku nejvíce ovlivňují tři parametry – rychlost lodi, pouze zeměpisná šířka pozice lodi a kurz lodi. Dle těchto parametrů je možno vyhledat tzv. opravu gyra v tabulce a provést opravu.
Oprava se provádí podle vzorce
{\displaystyle og={\frac {(v\cos(K))}{(RO\cos(Q))}}}
kde:
- og (oprava gyrokompasu) vyjde ve stupních
- v (rychlost lodi v uzlech) 1 uzel = 1.852 km/h
- Q (zeměpisná šířka) stupně a minuty
- O (úhlová rychlost otáčení země) v radiánech
- K (kurz lodi) ve stupních
- R (poloměr zemský) udán v metrech

Z praxe:
- Při spuštění gyroskopu dojde k jeho ustavení rovnoběžně s poledníkem do 100 min.
- profesionální gyroskop má několik signalizačních systémů, které kontrolují správnou činnost.